# Epoka kamienia

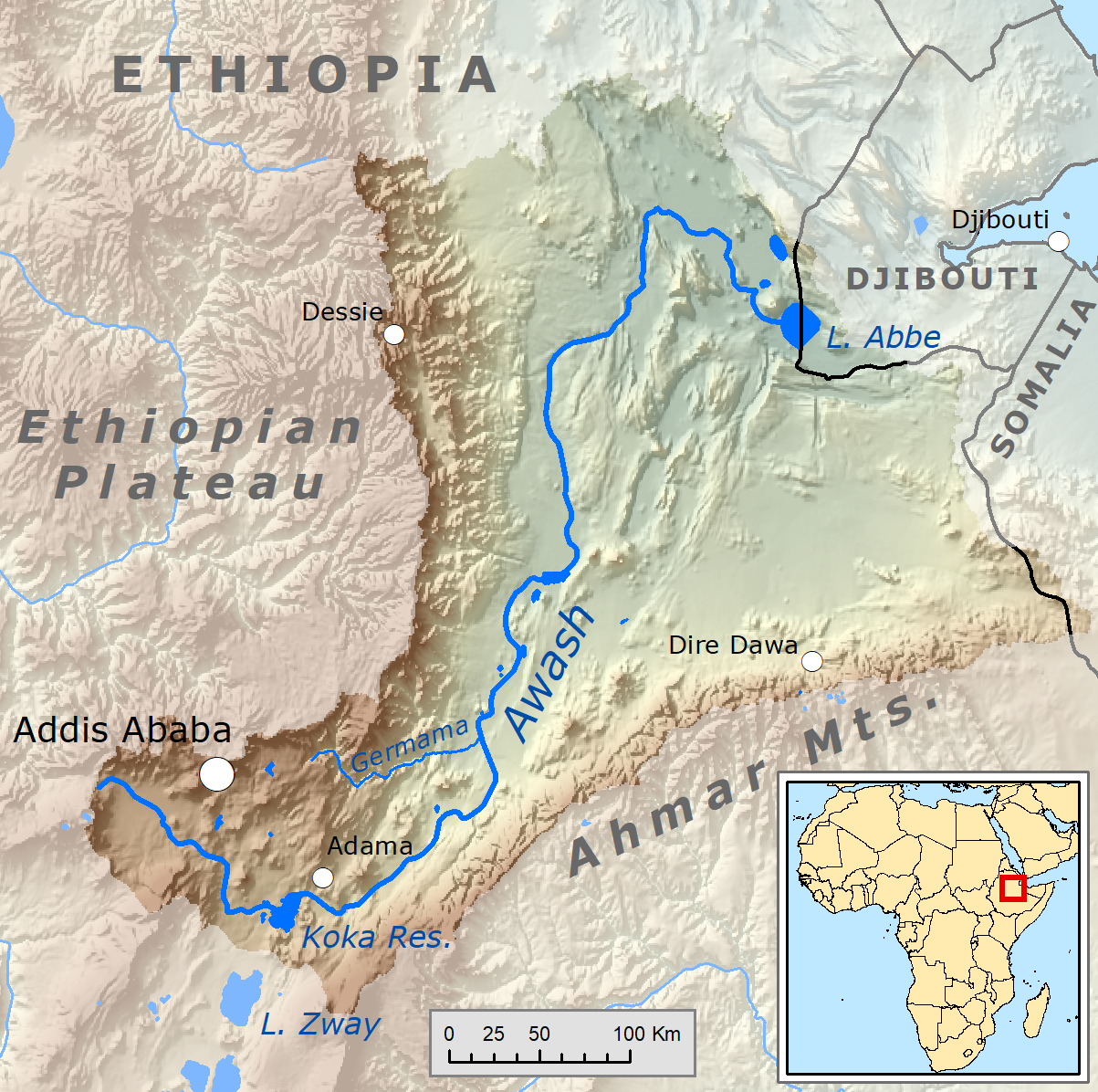
Dolina rzeki Auasz, miejsce odnalezienia najstarszych narzędzi kamiennych

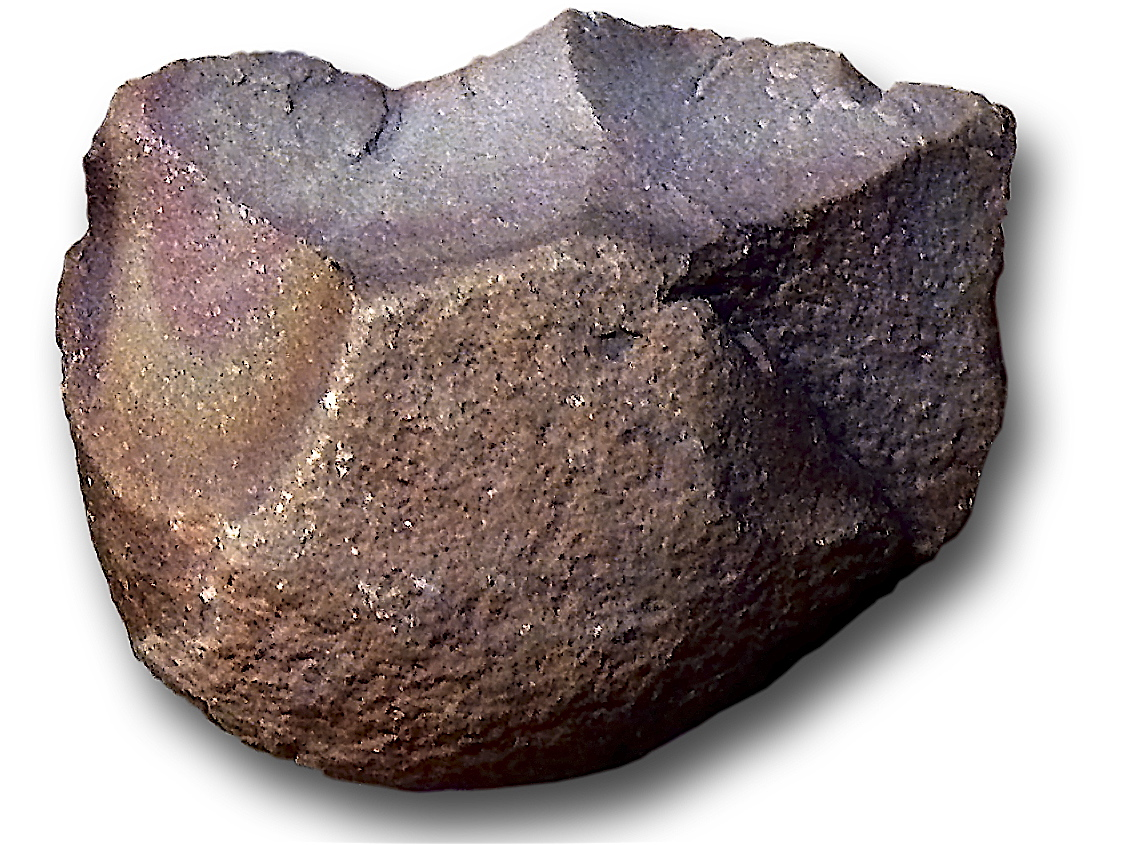
Narzędzie kamienne, tzw. chopper („tasak, siekacz”). Kultura olduwajska

Epoka kamienia – najwcześniejsza i najdłuższa z trzech epok prehistorycznych (po niej nastąpiły epoka brązu i żelaza) obejmująca okres od pojawienia się pierwszych używanych przez człowieka narzędzi kamiennych (najwcześniej w Afryce ok. 2,6 mln lat temu) aż do momentu zdobycia umiejętności masowego wytwarzania przedmiotów metalowych.

## Periodyzacja
W pierwszej połowie XIX wieku Christian Jürgensen Thomsen, duński antykwariusz i jeden z pierwszych archeologów, dokonał podziału dostępnych mu pozostałości kultur archeologicznych ze względu na materiał, z którego zostały wykonane. Wyodrębnił w ten sposób narzędzia kamienne, brązowe i żelazne, odpowiadające trzem epokom przedhistorycznego rozwoju ludzkości, a swoje wnioski opisał w Przewodniku po starożytnościach nordyckich (Ledetraad til nordisk oldkyndighed, 1836). Najstarsza i najdłuższa epoka kamienna jeszcze w XIX wieku podzielona została na trzy podokresy: epokę kamienia łupanego (paleolit), epokę kamienia środkową (mezolit) i epokę kamienia gładzonego (neolit).
Podział ten odpowiada głównie periodyzacji dziejów Bliskiego Wschodu i Europy. W rejonach świata, w których ludzkość osiągała wysoki stopień rozwoju bez znajomości brązu czy żelaza (Ameryka Środkowa) czasami przyjmuje się również podział okresu prehistorycznego ze względu na sposób gospodarowania, wydzielając dwa okresy gospodarki przyswajalnej i wytwórczej.
Współcześnie przyjmuje się nieco bardziej złożoną periodyzację epoki kamienia, która obejmuje:
- paleolit (od początku gatunku ludzkiego do końca plejstocenu) w tym:
a) dolny – wczesne hominidy do Homo erectus (od początku człowieka do 300/250 tys. lat temu);
b) środkowy – okres występowania neandertalczyka (od ok. 300/250 tys. do ok. 40 tys. lat temu);
c) górny – pojawienie się człowieka kromaniońskiego (Homo sapiens sapiens; od ok. 40 tys. do 10 tys. lat temu; koniec plejstocenu);

- epipaleolit – okres przejściowy na terenie Bliskiego Wschodu pomiędzy gospodarką łowiecko-zbieracką a wytwórczą (rolnictwo; od ok. 17 tys. do 10 tys. lat temu);
- mezolit dla kultur kontynuujących gospodarkę łowiecko-zbieracką, mających sporadyczny kontakt z ludami prowadzącymi gospodarkę wytwórczą (od ok. 10 tys. lat temu, w niektórych rejonach świata po dziś dzień);
- neolit, okres gospodarki rolniczo-hodowlanej i ceramiki, dzieli się na:
a) preceramiczny – wczesne społeczeństwa wytwórcze nie znające ceramiki (10 tys. do 8 tys. lat temu);
b) ceramiczny – pojawienie się ceramiki (w różnych okresach w zależności od rejonu);
c) eneolit – zwany również chalkolitem; pojawienie się miedzi (7,5 tys. do 5,4 tys. lat temu).

## Antropogeneza
Już Karol Darwin wskazał na kontynent afrykański jako potencjalną prakolebkę ludzkości (The Descent of Man: And Selection in Relation to Sex). Tezę tę udowodniono jednak dopiero w drugiej połowie XX wieku.
Odnalezione szczątki kostne wskazują, iż bezpośrednimi przodkami rodzaju Homo były australopiteki. Pojawiły się one we wschodniej Afryce w związku ze zmianami geologicznymi i powstaniem wielkiego rowu tektonicznego, który oddzielił lasy równikowe Afryki Południowej od wschodnioafrykańskiej sawanny. Spowodowało to odmienne warunki bytowania dla małp człekokształtnych i oddzielonych od nich australopiteków, a zamieszkiwanie na otwartej przestrzeni doprowadziło do wykształcenia się cechy odróżniającej te drugie od innych naczelnych w postaci dwunożnego chodu.
Kontynent afrykański był miejscem wielkich przełomów w ewolucji człowieka trzykrotnie. Pierwszy z nich obejmował opisaną wyżej fazę oddzielenia się hominidów od małp człekokształtnych (ok. 7-6 mln lat temu). Kolejny to wykształcenie się rodzaju Homo w postaci Homo habilis i Homo erectus (ok. 2 mln lat temu), a trzeci to pojawienie się gatunku Homo sapiens (jakieś 100 tys. lat temu).

## Zmiany klimatu

Zmiany klimatu na przestrzeni ostatnich 5 mln lat (metoda pomiaru izotopów tlenu)

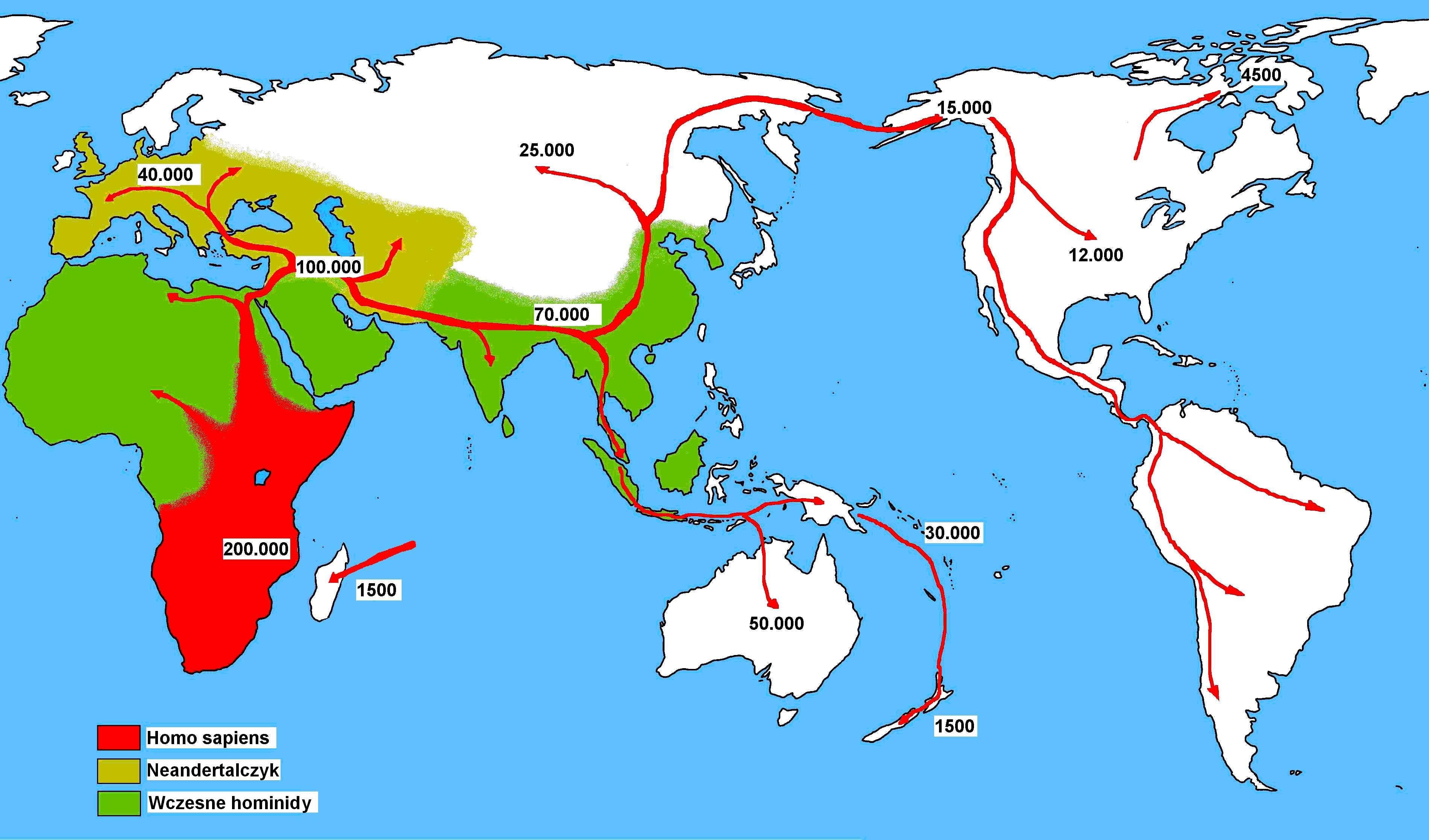
Rozprzestrzenienie się człowieka

W epoce kamiennej środowisko człowieka pierwotnego podlegało znacznym przemianom, mającym istotny wpływ na jego rozwój i rozprzestrzenienie. Jak się dzisiaj wydaje, głównym powodem ich zaistnienia była fluktuacja klimatu, powodowana przez zmiany nachylenia osi Ziemi (tzw. cykle Milankovicia, choć są też inne hipotezy). Prowadziły one do naprzemiennego rytmu okresów zimnych i ciepłych, a ich doskonałą miarą pozwalającą na ustalenie zmiennej średnich temperatur jest badanie stosunku stałych izotopów tlenu 16O do 18O w osadach dennych oceanów (skorupy małż) i lodowcach Arktyki i Antarktydy (dla ostatniego miliona lat).
W okresach chłodniejszych dochodziło do zlodowaceń i uwięzienia znacznych ilości wody w lądolodzie. Skutkowało to obniżeniem się poziomu mórz i oceanów (czasami nawet do 120 m), zmiany linii brzegowej i połączenia niektórych wysp ze stałym lądem (Wyspy Brytyjskie, wyspy Indonezji itp.) Powstanie połączeń międzykontynentalnych (np. poprzez Cieśninę Beringa) sprzyjało rozprzestrzenieniu się pierwszych ludzi na niedostępne wcześniej tereny.
Informacji na temat występującej w epoce kamienia flory i fauny dostarczają paleobotanika i paleontologia.

## Narzędzia z epoki kamienia
- Chopper (narzędzie otoczakowe), najstarszy i najprymitywniejszy typ narzędzia kamiennego.
- Pięściak tzw. typu mikockiego, z ostrzem silnie wydłużonym, charakterystyczny dla później kultury aszelskiej. Paleolit dolny.
- Rozłupiec, nazywany też toporem pięściowym. Paleolit dolny.
- Zgrzebło, narzędzie do usuwania ze skór resztek tkanki tłuszczowej oraz mięsa.
- Protopięściak, najbardziej rozwinięta forma narzędzia otoczakowego.